# Copa Mercosur 2001
Copa Mercosur 2001 var den fjärde och sista säsongen av Copa Mercosur, en fotbollsturnering som spelades mellan klubbar i södra Sydamerika. I turneringen hade Brasilien 7 lag, Argentina 6 lag, Chile 3 lag samt Uruguay och Paraguay med 2 lag vardera. Detta innebar 20 lag totalt, som delades in i fem grupper om fyra. Där gick alla gruppvinnare samt de tre bästa tvåorna vidare till kvartsfinal.

## Gruppspel

### Grupp A
| Nr | Lag                  | S | V | O | F | GM | IM | MS | P  |
| -- | -------------------- | - | - | - | - | -- | -- | -- | -- |
| 1  | Cerro Porteño        | 6 | 3 | 1 | 2 | 8  | 6  | +2 | 10 |
| 2  | Universidad Católica | 6 | 3 | 0 | 3 | 8  | 9  | −1 | 9  |
| 3  | Vasco da Gama        | 6 | 2 | 2 | 2 | 11 | 11 | 0  | 8  |
| 4  | Boca Juniors         | 6 | 1 | 3 | 2 | 9  | 10 | −1 | 6  |

### Grupp B
| Nr | Lag         | S | V | O | F | GM | IM | MS  | P  |
| -- | ----------- | - | - | - | - | -- | -- | --- | -- |
| 1  | Flamengo    | 6 | 5 | 0 | 1 | 11 | 6  | +5  | 15 |
| 2  | San Lorenzo | 6 | 3 | 1 | 2 | 9  | 4  | +5  | 10 |
| 3  | Nacional    | 6 | 3 | 1 | 2 | 8  | 5  | +3  | 10 |
| 4  | Olimpia     | 6 | 0 | 0 | 6 | 0  | 13 | −13 | 0  |

### Grupp C
| Nr | Lag           | S | V | O | F | GM | IM | MS | P  |
| -- | ------------- | - | - | - | - | -- | -- | -- | -- |
| 1  | Corinthians   | 6 | 3 | 1 | 2 | 8  | 6  | +2 | 10 |
| 2  | Independiente | 6 | 3 | 0 | 3 | 8  | 8  | 0  | 9  |
| 3  | Cruzeiro      | 6 | 2 | 2 | 2 | 9  | 8  | +1 | 8  |
| 4  | Colo-Colo     | 6 | 1 | 3 | 2 | 3  | 6  | −3 | 6  |

### Grupp D
| Nr | Lag             | S | V | O | F | GM | IM | MS | P  |
| -- | --------------- | - | - | - | - | -- | -- | -- | -- |
| 1  | Talleres        | 6 | 2 | 4 | 0 | 10 | 5  | +5 | 10 |
| 2  | Vélez Sarsfield | 6 | 2 | 2 | 2 | 12 | 11 | +1 | 8  |
| 3  | São Paulo       | 6 | 1 | 4 | 1 | 7  | 6  | +1 | 7  |
| 4  | Peñarol         | 6 | 1 | 2 | 3 | 3  | 6  | −3 | 5  |

### Grupp E
| Nr | Lag                  | S | V | O | F | GM | IM | MS  | P  |
| -- | -------------------- | - | - | - | - | -- | -- | --- | -- |
| 1  | Grêmio               | 6 | 4 | 2 | 0 | 11 | 4  | +7  | 14 |
| 2  | River Plate          | 6 | 2 | 2 | 2 | 13 | 10 | +3  | 8  |
| 3  | Palmeiras            | 6 | 1 | 3 | 2 | 11 | 10 | +1  | 6  |
| 4  | Universidad de Chile | 6 | 1 | 1 | 4 | 3  | 14 | −11 | 4  |

### Rankning av grupptvåor
| Nr | Lag (grupp)              | S | V | O | F | GM | IM | MS | P  |
| -- | ------------------------ | - | - | - | - | -- | -- | -- | -- |
| 1  | San Lorenzo (B)          | 6 | 3 | 1 | 2 | 9  | 4  | +5 | 10 |
| 2  | Independiente (C)        | 6 | 3 | 0 | 3 | 8  | 8  | 0  | 9  |
| 3  | Universidad Católica (A) | 6 | 3 | 0 | 3 | 8  | 9  | −1 | 9  |
| 4  | River Plate (E)          | 6 | 2 | 2 | 2 | 13 | 10 | +3 | 8  |
| 5  | Vélez Sarsfield (D)      | 6 | 2 | 2 | 2 | 12 | 11 | +1 | 8  |

## Kvartsfinaler
| Lag 1                | Tot. resultat | Lag 2         | 1:a matchen | 2:a matchen | Straffar |
| -------------------- | ------------- | ------------- | ----------- | ----------- | -------- |
| Independiente        | 0–4           | Flamengo      | 0–0         | 0–4         | —        |
| Grêmio               | 2–0           | Talleres      | 0–0         | 2–0         | —        |
| Universidad Católica | 2–3           | Corinthians   | 2–1         | 0–2         | —        |
| San Lorenzo          | 6–3           | Cerro Porteño | 4–2         | 2–1         | —        |

## Semifinaler
| Lag 1       | Tot. resultat | Lag 2       | 1:a matchen | 2:a matchen | Straffar |
| ----------- | ------------- | ----------- | ----------- | ----------- | -------- |
| Flamengo    | (s) 2–2       | Grêmio      | 2–2         | 0–0         | 4–2      |
| Corinthians | 3–5           | San Lorenzo | 2–1         | 1–4         | —        |

## Final
| Lag 1    | Tot. resultat | Lag 2       | 1:a matchen | 2:a matchen | Straffar |
| -------- | ------------- | ----------- | ----------- | ----------- | -------- |
| Flamengo | 1–1 (s)       | San Lorenzo | 0–0         | 1–1         | 3–4      |